# マミチョグ
マミチョグ (Mummichog, 学名: Fundulus heteroclitus )はカダヤシ目に属し、アメリカやカナダの大西洋岸に生息する小型の汽水・海水魚である。エスチュアリーや塩沼を含む汽水域から沿岸域に生息する。非常に強健で高い環境適応力を持つことで知られ、幅広い塩濃度、6℃から35℃までの水温変動、低い酸素濃度（最低で1 mg/L）、そして重金属などによる汚染など、様々な過酷な環境に適応できる。この特徴を生かし、本種は発生学、生理学、毒性学などの様々な研究におけるモデル生物として用いられている。本種は1973年にスカイラブ計画によって宇宙に送られており、宇宙空間に到達した最初の魚類としても知られる。

## 分類と名称
マミチョグはカダヤシ目フンデュルス科のフンデュルス属 Fundulus に分類され、Fundulus heteroclitus という学名をもつ。属名のFundulus はラテン語で「底」を意味するfundus に由来し、水底近くで生活する生態を表したものである。種小名のheteroclitus は「不規則な」「異常な」という意味を持つ。本種は1766年のカール・フォン・リンネによって初記載された。この記載の根拠となったタイプ標本はサウスカロライナ州のチャールストンで得られたものであった。現在では本種のシノニムとみなされている学名として、Cobitis heteroclita、Fundulus fasciatus、Fundulus pisculentus、Fundulus nigrofasciatusなどが挙げられる（生物分類表参照）。その中でもFundulus mudfish は1803年にベルナール・ジェルマン・ド・ラセペードがフンデュルス属を創設した際にタイプ種として指定した種だが、この学名も現在では本種のシノニムとされている。本種は、生息域の北部に生息するF. h. heteroclitus (Linnaeus, 1766)と、南部に生息するF. h. macrolepidotus (Walbaum, 1792)という2亜種に分けられる。
マミチョグ(Mummichog)という英名はインディアンのナラガンセット族の言葉で「群れて移動する」という意味であり、本種の群れを作る習性を表したものである。

## 形態

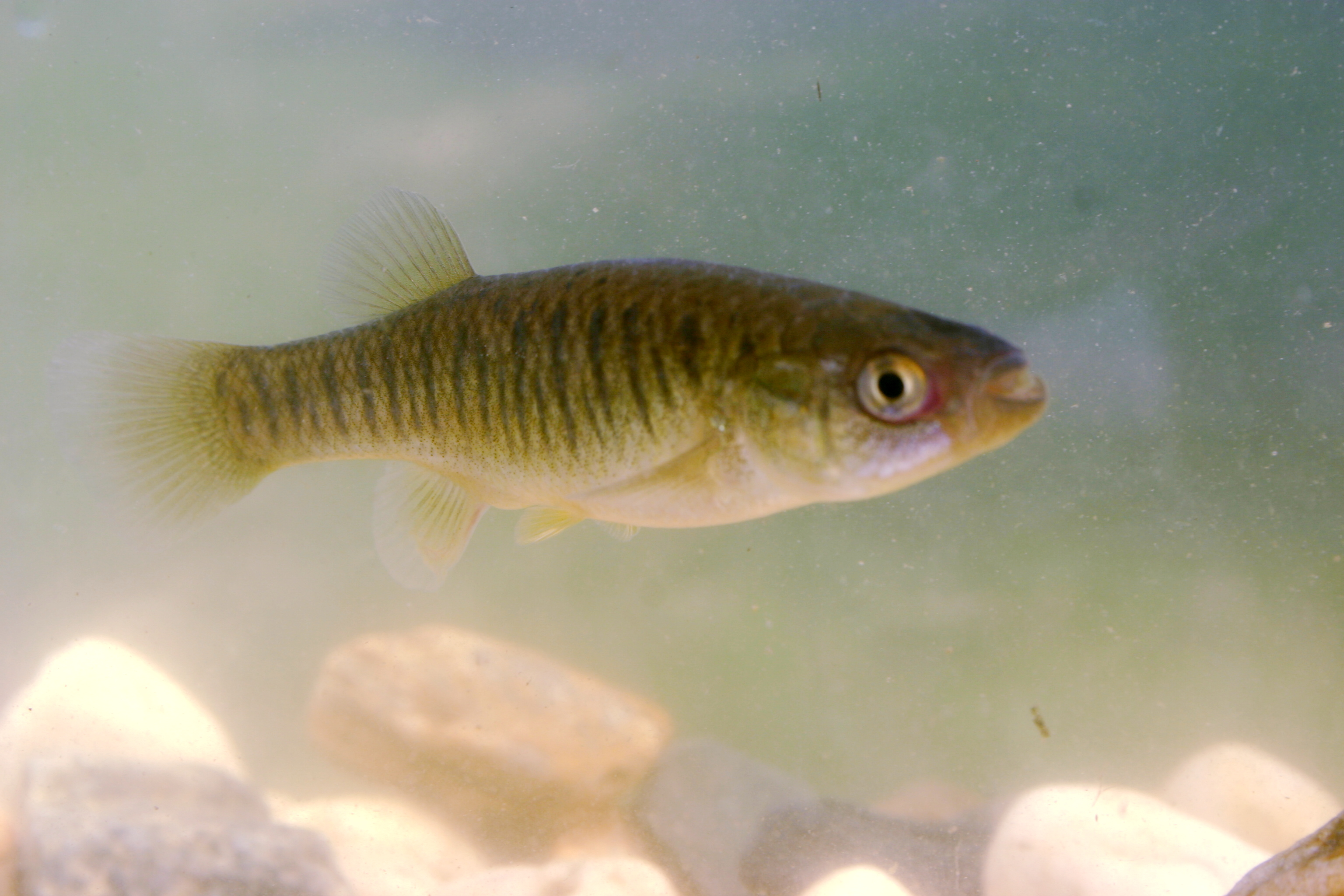
メリーランド州セントマイケルズ(Saint Michaels)・チェサピーク湾のマミチョグ

### 概要
マミチョグはやや厚みのある紡錘形の体形を示し、太い尾柄部を持つ。通常は全長7.5-9 cm程度だが、最大で全長15 cmに達することもある。口は上向きに開き、口を閉じたときには下顎が上顎よりも突出する。背鰭は10-13軟条、臀鰭は9-12軟条、胸鰭は16-20軟条を有する。オスはメスよりも大きな背鰭と臀鰭を持つ。体表には側線は見られないが、頭部には側線孔がみられる。
体色は変化に富み、同じ個体でも明るい場所にいる時と暗い場所にいる時で変化するが、概ね灰色やオリーブグリーンで、体側面に細い銀色の横帯が見られることもある。繁殖期にはオスの体色が濃くなり、背面では暗いオリーブグリーン、側面では青灰色、腹面はオレンジ色になるほか、体側面には約15本の銀色の横帯が、背鰭と体の後方には斑点模様が現れる。メスはオスより薄い体色を示すことが多く、体側の横帯や背鰭の斑点は見られないことが多い。

### 識別
前節で述べた本種の2亜種の成魚は、わずかな形態的、または遺伝学的な差異をもとに識別することができる。加えて、北部に生息する亜種は卵殻に粘着糸が見られるのに対し、南部に生息する亜種ではそれがないことでも識別が可能である。北部に生息する亜種は卵を砂の中に産みつけるのに対し、南部に生息する亜種は空の二枚貝の殻の中に卵を産みつけることが多い。
マミチョグは同属のF. diaphanus と非常によく似ており、実際この2種は種間交雑を起こすことが知られる。この2種は生息環境を同じくすることもあるが、一般にF. diaphanus はマミチョグよりも淡水域でよく見られる。F. diaphanus では明色の体側面に暗色の細い帯が入るが、マミチョグでは逆に暗色の体側面に明色の細い帯が入る。内部形態に注目すると、F. diaphanus は鰓耙数が4-7であるのに対し、マミチョグの鰓耙数は8-12とそれよりもやや多い。

## 分布
本種は北米大陸の大西洋沿岸に生息し、生息域は北はガスペ半島やアンティコスティ島から、南はフロリダ半島北東部まで広がっている。本種はノバスコシアから175 km離れた大西洋上に浮かぶセーブル島でも生息が確認されている。2亜種の分布の地理的境界はニュージャージー州、デラウェア州、そしてバージニア州にある。
1970年代以降本種はポルトガルおよびスペイン南東部の大西洋岸にも移入分布が確認されており、それ以降も分布を広げて現在では地中海盆地の西部に到達している。ハワイとフィリピンにも移入分布している可能性がある。本種は釣りの餌として利用するために淡水域に放流され、そこで定着した事例も報告されている。例えばニューハンプシャー州の池や、オハイオ川とビーバー川の上流域で本種の個体が発見された報告がある。
マミチョグは塩沼や感潮河川、エスチュアリー、そしてアマモなどの海草の生える海域など、海岸域から汽水域の環境においてよく見られる種である。河川の河口域でもよく見られるが、潮汐限界点（満潮時に潮が達する地点）より上流で見られることはほとんどない。ただし、淡水域のみで暮らす陸封型の個体群も、ノバスコシア州 Digby Neckにおけるものなど、少数ながら知られている。

## 食性
マミチョグは雑食性の魚であり、幅広い種類の生物を食する。野生下で胃の内容物を調べた研究によれば、本種の胃からは珪藻、端脚類やその他の甲殻類、軟体動物、魚卵（同種のものを含む）、小魚、昆虫の幼虫、そしてアマモの欠片などが見つかっている。飼育下では市販の配合飼料を与えることで問題なく生育する。

## 生理
本種は様々な環境条件に耐性を持つことでよく知られる。水温は6 - 35℃の間で生存が可能であり、一回の潮の干満の間に水温が15℃から30℃へ急速に変化するような環境にも耐えられることが報告されている。また、本種は広塩性の魚の中でも塩分濃度の変化に最も強い種のひとつである 。マミチョグの仔魚は0.4-100‰の塩分濃度で生育が可能である。なお、100‰の塩分濃度というのは、海水のおよそ3倍に相当する。本種の成魚は最低で1 mg/Lの低酸素濃度にも耐えることができる。この時本種は水面近くのわずかに酸素濃度の高い領域で呼吸を行うことで、低酸素濃度を耐え抜く。陸上でも湿った空気にふれていれば数時間の間呼吸を続けられたという報告もある。
メチル水銀、クロルデコン、ダイオキシン、ポリ塩化ビフェニル、多環芳香族炭化水素といった有害物質への耐性を獲得した個体群も知られている。この高い耐性を利用した研究も多数行われており、例えばある研究では、ポリ塩化ビフェニルやクレオソート油の汚染が著しい海域で捕獲した本種の個体と、非汚染地域の個体のトランスクリプトームを比較することで、その耐性の原因となっている遺伝子の探索を試みている。

## 行動

### 遊泳と周期行動
本種は多くの個体からなる群れをなして遊泳する。冬の寒い時期には北部の個体群は潮溜りに移動し、泥の中に最も深くて20 cmも体を埋めて冬越しをすることが知られる。また、大潮の際に水の引いた潮溜りに取り残されてしまった時も、泥の中に体を埋めて干潮の間をやり過ごすことが知られる。または、短い距離陸上を移動して海に戻るという行動もとることが知られる。
実験室では概日リズムに従って体の色と遊泳行動を変化させることが知られる。遊泳行動については、単独の個体でも、5-25匹の集団についても周期的な行動の変化がみられている。半月齢周期（月の満ち欠け）に従ったリズムがあることも知られており、実験室の定常条件下でも産卵行動が14.8日おきにピークに達するという周期が最大で5ヶ月の間維持された。

### 繁殖行動
産卵は春から秋の間に起こり、この1回の産卵期の間に最大で8回産卵を行う。産卵は潮が満潮の満月か新月の際によく起こる。産卵が最も盛んになるのは大潮の夜だが、日中に産卵が起こることもある。
求愛行動の際は、オスはメスを追いかけ回し、メスは水底で横方向に回転しながら尾鰭をはためかせることでオスを誘惑する。オスとメスはしばらくの間一緒に泳ぎ、その後オスは背鰭と臀鰭でメスを抱くようにして、岩や植物に向けて押し付ける。オスの背鰭の後方部と下方部の鱗には指状の突起が発達するが、これがオスがメスを保持するのに役立っている可能性がある。その後ペアは激しく震え、卵と精子をそれぞれ放出する。
卵は薄黄色で直径2 mm程度で、強い粘着性を持つ。一回の産卵行動でメスは最大で740個の卵を、10-300個ずつの塊に分けて産む。卵は、大潮の時にのみ水没するような場所にある植物や藻類のマット、空の貝殻、砂、泥といった基質に接着して生みつけられる。つまり、卵はその後湿った空気に触れながら発生し、次の大潮で再び水没した時に孵化するのである。本種の卵は空気中で孵化することも、流水中で孵化することもできない。それは孵化が酸素欠乏によって誘導されるためで、これは高潮の時にあまり流れのない水が卵を取り囲むことによってのみ生じる条件である。
北部に生息する亜種とは違って、南部に生息する亜種は卵に粘着糸を欠き、主に空の貝殻の中に卵を生みつける。
本種は生後2年で性成熟に達し、通常、寿命は4年程度である。

## 寄生虫
マミチョグは吸虫Homalometron pallidum に寄生を受けることが知られる。この吸虫は巻貝Ecrobia truncata を中間宿主とする複雑な生活環を持つ。本種に寄生する他の寄生虫として、10種の原生動物、8種の吸虫、1種の線虫、2種の鉤頭動物、2種の甲殻類が報告されている。ニュージャージーで行われた研究では、大量の二生亜綱の吸虫Ascocotyle phagicola に鰓を寄生されたマミチョグは、水面近くでピクピク動くといった特徴的な行動を示すことが報告された。これは、寄生虫が自分の利益になるように宿主の行動を制御することの一例であると考えられる。マミチョグが水面近くで動いていれば、寄生虫の次の宿主である水鳥に見つかり捕食されやすくなるからである。

## 人間との関係

### 生物的防除
本種はボウフラをよく捕食するため、蚊の駆除を目的とした生物的防除として池などに導入されることがあった。

### 釣り
マミチョグはヒラメの仲間のParalichthys dentatus (Summer flounder)やオキスズキといった海水魚や、時には淡水魚を釣るための餌として販売されている。本種はアメリカ合衆国北東部では最も人気のある餌魚で、実際に餌として使う時には、針にその唇を引っ掛けた上でイカの欠片を添えるという方法が伝統的に用いられている。

### モデル生物
マミチョグは様々な化学的（化学物質による水質汚染など）、生理的（温度、塩分濃度、酸素濃度など）環境に耐性を持つことから、重要なモデル生物として様々な科学実験に用いられている。野生の個体数も多いため簡単に捕獲でき、また研究室への輸送やそこでの飼育も容易である。本種はストレス生物学や、温度生理学、毒性学の研究にしばしば用いられ、そのほかに進化生物学、発生生物学、内分泌学、腫瘍学、時間生物学などの分野でも研究されている。全ゲノム配列もウェブ上で利用可能であることから、環境変化に対する生化学的、生理学的な応答を調べるための代表的なモデル系として利用されている。発生学の分野では、マミチョグの卵が乾燥に強く、ペトリ皿の上の空気中でも発生が進むため観察や取り扱いが容易であることから、1900年ごろから実験材料として重宝されてきた。海産魚の中では小型であるため実験室での操作や飼育が容易であること、一方で同じくモデル生物として使われているメダカやゼブラフィッシュと比べるとやや大型であるため脳下垂体や血液といったサンプルを採取するのが容易であることも、内分泌学などの研究を進める上で有利である。
マミチョグは宇宙へ送られた最初の魚類としても知られる。1973年、プラスチック製の水槽に入った数匹の本種がスカイラブ計画の一環としてスカイラブ3号に搭載され、宇宙空間に到達した。無重力下で、本種ははじめその場でグルグルと円を描いて泳ぐような異常な行動を示した。しかし、実験開始後22日目までには通常の遊泳行動を示すようになった。発生の進んだ卵50個も同時に宇宙空間へと送られ、そのうち48個が宇宙空間で孵化した。孵化した仔魚は正常な遊泳行動を示した。マミチョグはその後のアポロ・ソユーズテスト計画やコスモス782号（コスモス衛星のひとつ）でも宇宙に送られ、実験の対象となった。